# Marco Di Cesare
Marco Genaro Di Cesare (Mendoza, 30 de enero de 2002) es un futbolista argentino. Juega de Defensor central en Racing Club de la Primera División de Argentina. Es internacional con la Selección de fútbol sub-23 de Argentina desde 2024.

## Trayectoria

### Argentinos Juniors
Di Cesare entró a las inferiores de Argentinos Juniors en 2018, proveniente del Andes Talleres Sport Club. Debutó en el primer equipo el 22 de noviembre de 2020 ante San Lorenzo por la Copa de la Liga.

### Racing Club
En enero de 2024 llegó al Racing Club de la Primera División de Argentina tras un trueque por Maximiliano Romero y Nicolás Oroz. Con este equipo, dirigido por Gustavo Costas, se logró consolidar como uno de los pilares de la defensa junto a Agustín García Basso y Santiago Sosa. Convirtió su primer gol el 20 de agosto en la victoria 6–1 contra Huachipato de Chile por los octavos de final de la Copa Sudamericana 2024, misma competición que, el 23 de noviembre, ganaría su club. Fue incluido en el equipo ideal de la copa.

## Selección nacional

#### Participaciones en Juegos Olímpicos
| Torneo                | Sede  | Resultado        | Partidos | Goles |
| --------------------- | ----- | ---------------- | -------- | ----- |
| Juegos Olímpicos 2024 | París | Cuartos de final | 4        | 0     |

## Estadísticas
Actualizado al último partido disputado el 15 de agosto de 2025.
| Club                               | Div.          | Temporada     | Liga  | Liga  | Copas nacionales | Copas nacionales | Copas internacionales | Copas internacionales | Total | Total |
| Club                               | Div.          | Temporada     | Part. | Goles | Part.            | Goles            | Part.                 | Goles                 | Part. | Goles |
| ---------------------------------- | ------------- | ------------- | ----- | ----- | ---------------- | ---------------- | --------------------- | --------------------- | ----- | ----- |
| A. A. Argentinos Juniors Argentina | 1.ª           | 2020          | —     | —     | 4                | 0                | —                     | —                     | 4     | 0     |
| A. A. Argentinos Juniors Argentina | 1.ª           | 2021          | 5     | 0     | 6                | 0                | 3                     | 0                     | 14    | 0     |
| A. A. Argentinos Juniors Argentina | 1.ª           | 2022          | 8     | 0     | 1                | 0                | —                     | —                     | 9     | 0     |
| A. A. Argentinos Juniors Argentina | 1.ª           | 2023          | 13    | 0     | 15               | 0                | 5                     | 0                     | 33    | 0     |
| A. A. Argentinos Juniors Argentina | Total club    | Total club    | 26    | 0     | 26               | 0                | 8                     | 0                     | 60    | 0     |
| Racing Club Argentina              | 1.ª           | 2024          | 14    | 0     | 5                | 0                | 12                    | 1                     | 31    | 1     |
| Racing Club Argentina              | 1.ª           | 2025          | 16    | 1     | 3                | 0                | 7                     | 0                     | 26    | 1     |
| Racing Club Argentina              | Total club    | Total club    | 30    | 1     | 8                | 0                | 19                    | 1                     | 57    | 2     |
| Total carrera                      | Total carrera | Total carrera | 56    | 1     | 34               | 0                | 27                    | 1                     | 117   | 2     |

## Palmarés

### Torneos internacionales
| Título              | Equipo      | Sede           | Año  |
| ------------------- | ----------- | -------------- | ---- |
| Copa Sudamericana   | Racing Club | Asunción       | 2024 |
| Recopa Sudamericana | Racing Club | Rio de Janeiro | 2025 |

### Distinciones individuales
| Distinción                                     | Año  |
| ---------------------------------------------- | ---- |
| Parte del Equipo Ideal de la Copa Sudamericana | 2024 |